# Jõeküla (Türi)
Jõeküla is een plaats in de Estlandse gemeente Türi in de provincie Järvamaa. De plaats heeft de status van dorp (Estisch: küla).
Tot in oktober 2017 hoorde Jõeküla bij de gemeente Käru. In die maand werd Käru bij de gemeente Türi gevoegd. Daarmee verhuisde het grondgebied van de gemeente, en dus ook het dorp Jõeküla, van de provincie Raplamaa naar de provincie Järvamaa.

## Bevolking
Het aantal inwoners loopt terug, zoals blijkt uit het volgende staatje:
| Jaar            | 2011 | 2017 | 2019 | 2020 | 2021 |
| --------------- | ---- | ---- | ---- | ---- | ---- |
| Aantal inwoners | 42   | 40   | 35   | 33   | 31   |

## Ligging
Het dorp ligt aan de rivier Käru. Ten noorden van het dorp loopt de Tugimaantee 15, de secundaire weg van van Tallinn via Rapla naar Türi.

## Geschiedenis
Jõeküla werd pas in 1922 voor het eerst genoemd onder de naam Jõe als nieuw dorp op grond die tot in 1919 had toebehoord aan het landgoed van Kerro (Käru). Op de plaats van het dorp hadden eerder boerderijen gelegen. In 1977 werden drie buurdorpen, Allipa, Lõmmelu en Toosikõnnu, bij Jõeküla gevoegd.